# DJ Premier
DJ Premier, właściwie Christopher Edward Martin (ur. 21 marca 1966) – amerykański producent i DJ hip-hopowy. Razem z raperem Guru tworzył grupę Gang Starr. Urodził się w Houston, ale już za młodu przeprowadził się do Brooklynu. Portal About.com uznał DJ Premiera za pierwszego spośród 50 najlepszych producentów hip-hopowych w historii. Jego muzyka opiera się głównie o sampling.

## Początek kariery
Chris Martin zaczął interesować się DJką w okresie uczęszczania do szkoły Prairie View A&M w Prairie View w stanie Texas. Na początku występował pod pseudonimem Waxmaster C, ale zmienił go na DJ Premier po zmianie miejsca zamieszkania na Brooklyn i razem z Guru reaktywował zespół Gang Starr. Wybrał pseudonim Premier ponieważ chciał być pierwszym w tym czym się zajmował.

## Współpraca
Pracował m.in. z takimi artystami jak: Nas („N.Y. State of Mind”, „N.Y. State of Mind Part II”, „Nas Is Like”, „Represent”, „Come Get Me”, „2nd Childhood”, „Memory Lane”), The Notorious B.I.G. („Unbelievable”, „Kick in the Door”, „Ten Crack Commandments”, „Rap Phenomenon”), KRS-One („MC’s Act Like They Don’t Know”, „Outta Here”), Jay-Z („Million and one questions”, „D’Evils”, „So Ghetto”, „Bring It On”), Common („The 6th Sense”, „The Game”), Big L („The Big Picture (Intro)”, „The Enemy”, „Platinum Plus”), M.O.P. („Downtown Swinga”, „Anticipation”, „Breakin Tha Rules”, „New Jack City”), Mos Def („Mathematics”), Dilated Peoples („Clockwork”), Snoop Dogg („The One & Only”, „Batman & Robin”), Royce da 5'9" („Boom”, „Hip-Hop”, „Hit’em”, „Shake This”, „Hood Love”, „Something 2 Ride 2”), Method Man („N 2 Gether Now”), Capone-N-Noreaga („Invincible”), Pitch Black („It’s all real”, „Revenge”), Ill Bill („Society Is Brainwashed”), Non Phixion („Rock Stars”), Fat Joe („That White”), Group Home („Supa Star”, „Livin’ Proof”, „Suspended In Time”, „The Legacy”), The Game („Born In The Trap”).
Z MC Jeru the Damaja stworzył album The Sun Rises in the East, wydany w 1994 i jego kontynuację z 1996, Wrath of the Math.
DJ Premier współpracował z wieloma muzykami jazzowymi, takimi jak Branford Marsalis oraz z Buckshot Lefonque nad ich debiutanckim albumem. Również z gwiazdami pop, wyprodukował pięć utworów dla Christina Aguilera z albumu Back to Basics. Pozostali nie hip-hopowi artyści z którymi współpracował samodzielnie lub z Guru pod szyldem Gang Starr, to np. Limp Bizkit, D’Angelo, Craig David i Macy Gray.
Premier wyprodukował jeden utwór dla byłej gwiazdy porno Heather Hunter.
DJ Premier prowadzi bloga gdzie zamieszcza nagrania swoich piątkowych audycji o tematyce hiphopowej – Live From HeadQCourterz!, w których uczestniczą również zaproszeni goście.

## Dyskografia
Albumy
| The Kolexxxion (oraz Bumpy Knuckles) | - Data: 27 marca 2012 - Wydawca: Gracie Productions/Works of Mart | 195 | 10 | 33 | 31 | 22 |
| „–” album nie był notowany.          |                                                                   |     |    |    |    |    |

Inne
| Album                                        | Rok  | Uwagi | Źródło |
| -------------------------------------------- | ---- | --- | ------ |
| Jeru the Damaja – The Sun Rises in the East  | 1994 | produkcja wszystkich utworów | [ 4 ]  |
| Group Home – Livin' Proof                    | 1995 | produkcja utworów „Intro”, „Inna Citi Life”, „Livin’ Proof”, „Suspended In Time”, „Sacrifice”, „Up Against The Wall (Low Budget Mix)”, „4 Give My Sins”, „Baby Pa”, „2 Thousand”, „Supa Star”, „Up Against Tha Wall (Getaway Car Mix)” i „Tha Realness” | [ 5 ]  |
| Jeru The Damaja – Wrath of the Math          | 1996 | produkcja wszystkich utworów | [ 6 ]  |
| Christina Aguilera – Back to Basics          | 2006 | produkcja utworów „Intro (Back To Basics)”, „Back In The Day”, „Ain’t No Other Man”, „Still Dirrty” i „Thank You (Dedication To Fans...)” | [ 7 ]  |
| Sokół, Marysia Starosta – Czarna biała magia | 2013 | produkcja utworu „Zepsute miasto” | [ 8 ]  |